# Amine Lachkar
Amine Lachkar (Amsterdam, 18 april 2003) is een Nederlandse voetballer van Marokkaans afkomst, die uitkomt voor Willem II.

## Carrière
Lachkar begon te voetballen in de jeugd bij Wooter Academy waarna hij de overstap maakte naar de jeugdafdeling van Willem II. Op 21 maart 2023 tekende hij zijn eerste profcontract bij Willem II tot met 30 juni 2024.
Op 12 mei 2023 in de thuiswedstrijd tegen Jong FC Utrecht maakte Lachkar zijn debuut voor Willem II. Bij zijn debuut was hij ook basisdebutant en speelde de gehele wedstrijd die uiteindelijk gewonnen werd met 3–0.

## Statistieken
| Seizoen                        | Club           | Land           | Competitie     | Competitie | Competitie | Beker | Beker | Totaal | Totaal |
| Seizoen                        | Club           | Land           | Competitie     | Wed.       | Dlp.       | Wed.  | Dlp.  | Wed.   | Dlp.   |
| ------------------------------ | -------------- | -------------- | -------------- | ---------- | ---------- | ----- | ----- | ------ | ------ |
| 2022/23                        | Willem II      | Nederland      | Eerste Divisie | 1          | 0          | 0     | 0     | 1      | 0      |
| 2023/24                        | Willem II      | Nederland      | Eerste Divisie | 8          | 0          | 2     | 0     | 10     | 0      |
| Carrièretotaal                 | Carrièretotaal | Carrièretotaal | Carrièretotaal | 9          | 0          | 2     | 0     | 11     | 0      |
| Bijgewerkt t/m 2 februari 2024 |                |                |                |            |            |       |       |        |        |